# 包美德
包美德（德語：Luigi Baumeister，1894年6月21日—1946年8月4日），是天主教德國籍神父及耶穌聖心傳教會會士。曾任貴州省前石阡自治傳教區神長（1932年-1937年）。

## 生平
包美德出生於1894年6月21日，德意志帝國北萊茵-西法倫州科斯費爾德縣的市鎮迪爾門。1921年，26歲時加入耶穌聖心傳教會。1925年8月9日，包美德在31歲時晉鐸，被派往中國貴州省傳教。
1932年3月23日，聖座從貴陽宗座代牧區劃出石阡和銅仁等24縣設立前石阡自治傳教區。同年11月11日，包美德神父獲時任教宗庇護十一世任命為石阡自治傳教區神長。
1946年8月4日，包美德神父在中華民國貴州省石阡去世，享年52歲。